# Maurice-Marie-Matthieu Garrigou

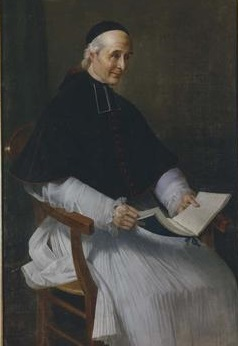

Maurice-Marie-Matthieu Garrigou (ur. 21 września 1766 w Gudanes w Ariège we Francji, zm. 27 września 1852 w Tuluzie, Haute-Garonne) – francuski duchowny, Czcigodny Sługa Boży Kościoła katolickiego.
Garrigou był kapłanem. Założył instytut Matki Bożej Miłosiernej.
9 grudnia 2013 papież Franciszek, ogłosił go czcigodnym.